# Live from Boston 1981
Live from Boston 1981 jest albumem rockowej grupy U2. Został nagrany na żywo w bostońskim Paradise Theathre, 6 marca 1981 roku. Znalazł się on na box secie The Complete U2.

## Lista utworów
1. „The Ocean” – 2:22
2. „11 O’Clock Tick Tock” – 5:02
3. „Touch” – 3:01
4. „An Cat Dubh / Into the Heart|An Cat Dubh/Into the Heart” – 7:54
5. „Another Time, Another Place” – 4:33
6. „The Cry/The Electric Co.” – 4:53
  - Oryginalnie wydany na singlu „Fire”.
7. „Things to Make and Do” – 3:05
8. „Stories for Boys” – 3:03
  - Oryginalnie wydany na singlu „The Sweetest Thing”.
9. „Twilight”  – 4:27
10. „I Will Follow” – 3:58
  - Oryginalnie wydany na singlu „Gloria”.
11. „Out of Control” – 5:18
  - Oryginalnie wydany na singlach „I Will Follow” i „The Sweetest Thing”.
12. „11 O’Clock Tick Tock” (utwór bisowy) – 5:01
  - Oryginalnie wydany na singlu „Fire”.
13. „The Ocean” (utwór bisowy) – 2:11
  - Oryginalnie wydany na singlu „Fire”.